# NGC 101
NGC 101 ist eine Balken-Spiralgalaxie mit ausgedehnten Sternentstehungsgebieten vom Hubble-Typ SBc im Sternbild Bildhauer am Südsternhimmel. Sie ist rund 151 Millionen Lichtjahre von der Milchstraße entfernt und hat einen Durchmesser von etwa 95.000 Lichtjahren.
Im selben Himmelsareal befinden sich u. a. die Galaxien NGC 115, NGC 131, NGC 134.
Das Objekt wurde am 25. September 1834 von dem britischen Astronomen John Herschel entdeckt.